# Moondog Spot
Larry Booker, conosciuto anche con il nome Larry Latham (Louisiana, 6 giugno 1952 – Memphis, 29 novembre 2003), è stato un wrestler statunitense che ha combattuto sotto il nome di Moondog Spot nella stable dei Moondogs.

## Carriera
Agli inizi di carriera, quando lottava nella zona di Memphis, Larry Booker formò un tag team con Carl Fergie, chiamato "The Ragin' Cajuns", con manager Billy Spears. Il suo primo momento di notorietà lo ebbe come membro dei "Blond Bombers" combattendo in coppia con Wayne Farris (il futuro Honky Tonk Man). I Blond Bombers si imbarcarono in numerosi feud con i favoriti del pubblico delle federazioni del Tennessee, proponendosi come una delle coppie heel di maggior successo della zona. La loro faida più famosa fu quella chiamata "Tupelo Concession Stand Brawl" che li vide contrapposti a Jerry Lawler e Bill Dundee. Successivamente, i due lottarono nella American Wrestling Association, nella NWA Mid-Atlantic, nella World Wrestling Council, nella NWA Southeastern, e nella Stampede Wrestling, vincendo svariati titoli minori sia da wrestler singoli che come coppia.

### "Moondog" Spot
Anni dopo, Larry Latham, come adesso si faceva chiamare Booker, riapparve con una nuova gimmick, quella del "Moondog" basata su una canzone di Charlie Daniels. Come membro dei Moondogs, si scontrò parecchie volte con tag team quali The Fabulous Ones, Rock 'n' Roll Express e Midnight Express. I Moondogs divennero una stable molto popolare nelle federazioni locali della zona di Memphis, e molti altri wrestler ne entrarono a far parte combattendo insieme a Latham.
Nel maggio 1981, Larry "Moondog Spot" Booker diventò co-detentore del titolo WWWF World Tag Team Championship insieme a Moondog Rex, quando sostituì il campione in carica Moondog King che non aveva ricevuto il visto necessario per combattere negli Stati Uniti. Booker detenne la cintura fino al 21 luglio 1981, quando lui e Rex furono sconfitti da Rick Martel e Tony Garea.
Il 7 novembre 1985, Moondog Spot lottò nel torneo "Wrestling Classic" indetto dalla WWF. Sconfisse Terry Funk nel primo round per count-out, ma poi perse ai quarti di finale contro Junkyard Dog. Successivamente tornò a lottare insieme agli altri vari Moondogs nei territori del sud, principalmente nella USWA con sede a Memphis, dove conquistò numerose volte il titolo di campione di coppia.
Nel marzo 2003, fece anche qualche apparizione come Moondog Spot nella NWA:TNA, oggi conosciuta come Total Nonstop Action Wrestling.

## Morte sul ring
Il 29 novembre 2003 Booker è deceduto sul ring a causa di un infarto. Moondog Spot stava partecipando ad una Tag Team Battle Royal durante il Jerry Lawler's "birthday bash" Show tenutosi a Memphis (Tennessee). Mentre stava combattendo, improvvisamente si sentì male e si accasciò in un angolo del ring. Subito soccorso dai paramedici in sala, morì pochi minuti dopo l'arrivo al Central Methodist Hospital. Aveva 51 anni.
April Pennington, che è stata la manager dei Moondogs negli ultimi mesi passati alla Memphis Wrestling, era a bordo ring la sera della tragedia. «Le cose stavano andando bene sul ring», riferì in seguito. «Mi ha chiesto la cintura (per usarla come arma). Subito dopo ho visto che era cascato giù. In uno sport-spettacolo come il wrestling, può essere difficile separare il reale dalla finzione. Pensavamo tutti che facesse solo parte del copione per il match.»
Quando il partner di Booker, Moondog Puppy Love, si rese conto di quanto stava accadendo realmente, l'incontro venne subito sospeso. L'annunciatore in sala comunicò alla folla che l'incidente non era parte del match. I paramedici cercarono ripetutamente di rianimare Booker fino all'arrivo dell'ambulanza. La moglie e il figlio di Booker erano presenti in sala tra il pubblico per assistere al match.
Attualmente Booker è sepolto presso il cimitero di Zion Hill, nella Contea di Dyer, Tennessee.

## Nel wrestling

### Mossa finale
- Diving splash
- Con Moondog Rex
  - Backbreaker hold / Diving elbow drop combination (WWF)

### Manager
- Captain Lou Albano[3]
- Jimmy Hart[4]
- James Mitchell
- April Pennington

## Titoli e riconoscimenti
- International Championship Wrestling (New England)
  - ICW Tag Team Championship (1) con Moondog Spike

- NWA Mid-America - Continental Wrestling Association
  - AWA Southern Tag Team Championship (5) con Wayne Farris (3), Bill Irwin (1) e Moondog Rex (1)
  - NWA Mid-America Tag Team Championship (3) con Wayne Farris
  - CWA Heavyweight Championship (3)
  - NWA Alabama Heavyweight Championship (1)

- Power Pro Wrestling
  - PPW Tag Team Championship (1) con Derrick King
- Pro Wrestling Illustrated
  - PWI Feud of the Year (1992) Moondog Cujo vs. Jerry Lawler e Jeff Jarrett

- United States Wrestling Association
  - USWA World Tag Team Championship (13) con Moondog Spike (3), Moondog Cujo (2), Moondog Splat (4), Moondog Rex (3), e Moondog Rover (1)

- World Wrestling Council
  - WWC North American Tag Team Championship (1) con Moondog Rex
  - WWC Caribbean Tag Team Championship (1) con Moondog Rex
  - WWC World Tag Team Championship (1) con Moondog Rex

- World Wrestling Federation
  - WWF Tag Team Championship (1) con Moondog Rex

- Wrestling Observer Newsletter awards
  - Feud of the Year (1992) Moondog Cujo vs. Jerry Lawler e Jeff Jarrett